# Élections législatives bissau-guinéennes de 2008
Les élections législatives bissau-guinéennes de 2008 ont lieu en Guinée-Bissau le 16 novembre 2008,. Le résultat a été une victoire du Parti africain pour l'indépendance de la Guinée et du Cap-Vert (PAIGC), qui a remporté 67 des 100 sièges à l'Assemblée populaire nationale, tandis que le Parti pour le renouveau social (PRS) a remporté 28 sièges.

## Contexte

### Date de l'élection
Lors d'un rassemblement à Gabú le 17 juillet 2007, le président João Bernardo Vieira a déclaré que l'élection se tiendrait en même temps que la prochaine élection présidentielle en 2009 afin d'économiser de l'argent, mais l'Assemblée populaire nationale n'a pas donné son accord. Cependant, le chef de la Commission électorale nationale (CNE), El Hadj Malam Mané, a déclaré le 8 décembre 2007 que l'élection se tiendrait entre le 23 octobre et le 25 novembre 2008. Le 5 décembre 2007, le président Vieira a rencontré 35 chefs de parti, et 33 d'entre eux ont accepté la fourchette de dates du CNE; deux partis, le Parti de l'unité nationale et le Parti pour la démocratie, le développement et la citoyenneté (PADEC), n'étaient pas d'accord, souhaitant que l'élection se tienne en mars ou avril 2008.
Dans un discours prononcé devant l'Assemblée populaire nationale le 24 mars 2008, Vieira a vivement critiqué le gouvernement du Premier ministre Martinho Ndafa Kabi pour ne pas avoir suffisamment préparé l'élection, affirmant que « le gouvernement n'a pas créé les conditions pour faciliter la tenue des élections législatives, dans les délais requis par la Constitution ». Il a également noté que le mandat de l'Assemblée viendrait à expiration le 21 avril 2008, quatre ans après les élections précédentes, et qu'ensuite les travaux de l'Assemblée devaient être confiés uniquement à sa Commission permanente. Le 25 mars, après des consultations avec des représentants des partis politiques, la société civile, le CNE et des diplomates étrangers, Vieira a décidé du 16 novembre 2008 comme date de l'élection.
Le 27 mars, l'Assemblée a voté la prolongation de son mandat jusqu'en novembre par un vote de 65 voix contre 2. L'extension a été vue par beaucoup comme un défi à Vieira, depuis qu'il avait dit que le travail de l'Assemblée serait manipulé seulement par son Comité permanent après le 21 avril, et il a provoqué l'opposition significative. Le PAIGC s'est opposé à l'extension, tandis que le PRS et le Parti social-démocrate uni (PUSD) l'ont soutenu. Un groupe de 20 députés opposés à l'extension a déclaré le 15 avril que l'extension était une violation de la Constitution et qu'ils ne participeraient à aucune session parlementaire après le 21 avril; Entre-temps, le Conseil d'État a demandé à l'Assemblée d'annuler l'extension. Cependant, l'Assemblée a voté en faveur de la prolongation le 16 avril, avec 68 députés pour, sept contre et sept abstentions.
Une réunion destinée à évaluer la situation politique a eu lieu le 18 avril entre Vieira, le gouvernement, l'Assemblée et le Conseil d'État. Par la suite, des organisations de la société civile ont appelé à la démission du Premier ministre Kabi, l'accusant d'avoir proféré des menaces de mort contre Fernando Gomis, membre de l'Assemblée, lors de cette réunion. Les organisations ont déclaré que Kabi était incapable de contrôler sa colère et qu'il n'était donc pas approprié qu'il dirige le gouvernement. De plus, les organisations ont appelé Vieira à ne pas promulguer la prolongation du mandat parlementaire et ont menacé de lancer des manifestations si Vieira ne renvoyait pas le gouvernement de Kabi et ne dissolvait pas l'Assemblée.
Le 19 mai, Vieira a déclaré avoir promulgué la loi prévoyant la prolongation du mandat parlementaire. Tout en remarquant que ceux qui s'opposaient à l'extension avaient raison, il a dit qu'il était néanmoins nécessaire de l'approuver dans l'intérêt de la paix et de la stabilité.
Le 1er août, la Cour suprême a annulé la loi prolongeant le mandat des députés jusqu'aux élections. Après des consultations avec la classe politique, la société civile et le Conseil d'État, Vieira a dissous l'Assemblée populaire nationale le 5 août,, ne laissant en place que son comité permanent. Il a également nommé Carlos Correia, — qui était auparavant Premier ministre sous Vieira de 1991 à 1994 et de 1997 à 1998 — comme Premier ministre le même jour, en remplacement de Kabi,. Un nouveau gouvernement dirigé par Correia a été nommé le 9 août,. Ce gouvernement était dominé par des loyalistes de Vieira et des membres du PAIGC, y compris des dissidents du PAIGC partisans de Vieira. La nomination de l'un de ces dissidents du PAIGC — Cipriano Cassamá — au poste de ministre de l'Intérieur a été jugée particulièrement importante, en raison de la responsabilité du ministère de l'Intérieur dans l'élection. Le PRS s'est vu attribuer cinq postes au sein du gouvernement, tandis que le Parti républicain pour l'indépendance et le développement (en) (PRID) et l'Alliance populaire unie (APU) se sont chacun vu attribuer un seul poste.
Peu de temps après la nomination de Correia, un complot de coup d'État prétendument dirigé par le chef de la marine, le contre-amiral Americo Bubo Na Tchuto, aurait été déjoué. Selon un porte-parole de l'armée, Na Tchuto a demandé à d'autres officiers supérieurs de soutenir son complot, qui devait avoir lieu le 7 août, mais lorsqu'il a demandé au chef d'état-major de l'armée de se joindre au complot, ce dernier a ordonné l'arrestation de Na Tchuto. Na Tchuto a été placé en résidence surveillée, mais il s'est échappé et s'est enfui en Gambie, où il a été arrêté par les autorités gambiennes le 12 août.
Le 11 août, le secrétaire général de l'ONU, Ban Ki-moon, a publié une déclaration se disant « profondément préoccupé par la montée des tensions politiques et sécuritaires en Guinée-Bissau » et appelant « toutes les parties prenantes nationales à travailler en coopération et pacifiquement ensemble dans l'intérêt national, et dans le plein respect de l'État de droit ».
Une mission d'évaluation préélectorale de l'Union africaine, dirigée par Anil Gayan de Maurice, est arrivée à Bissau le 18 août; la mission avait pour but de déterminer si les conditions propices à la tenue de l'élection existaient. Les membres de la mission ont rencontré le Premier ministre Correia le 21 août, et Correia a confirmé l'intention du gouvernement de tenir les élections dans les délais prévus en novembre.
Selon la loi, les listes de candidats devaient être soumises au moins 60 jours avant la tenue des élections. Alors que la période disponible entrait dans sa dernière semaine, la présidente de la Cour suprême, Maria do Ceu Silva Monteiro (en), s'est déclarée préoccupée le 10 septembre par le fait qu'aucun des partis n'avait soumis sa liste à la Commission électorale nationale ou à la Cour suprême, bien que 17 partis aient déclaré leur intention de participer aux élections. À la fin de la semaine, 21 partis et coalitions ont soumis des listes de candidats et ont été approuvées par la Cour suprême. Les listes soumises par 12 autres partis ont été rejetées parce qu'elles avaient été soumises une heure trop tard. Les listes approuvées comprenaient deux coalitions, l'Alliance démocratique (Guinée-Bissau) et l'Alliance des forces patriotiques (en), ainsi que deux nouveaux partis, le PRID (dirigé par l'ancien Premier ministre Aristides Gomes) et le PADEC (dirigé par l'ancien Premier ministre Francisco Fadul).
Une mission d'évaluation préélectorale de l'Union européenne a été envoyée en Guinée-Bissau et, le 18 septembre, le Premier ministre Correia s'est entretenu avec la mission des préparatifs électoraux. La mission était dirigée par Harro Adt (en), l'envoyé spécial de la présidence du Conseil de l'Union européenne pour le bassin du fleuve Mano, qui a exprimé son optimisme quant à la situation politique de la Guinée-Bissau.
Après la publication par la Commission nationale d'inscription des électeurs des listes d'électeurs inscrits, certains citoyens qui s'étaient inscrits se sont plaints de ne pas être inscrits sur les listes. Il y aurait eu de nombreuses erreurs dans les listes et le ministère de l'Intérieur a promis de rectifier la situation afin que les listes définitives publiées par la CNE soient exactes.
Fin septembre, le vice-président du PRS, Ibrahima Sori Djalo, a allégué que le président Vieira et le Premier ministre Correia prévoyaient de retarder l'élection jusqu'en 2009, en utilisant peut-être une épidémie de choléra comme prétexte. Il a également affirmé qu'il était prévu de truquer les élections en faveur du PAIGC.

### Finance
Le 1er avril, s'adressant à des représentants d'organisations internationales et à des diplomates, le Premier ministre Kabi a appelé la communauté internationale à aider à lever les 3,7 milliards de francs CFA nécessaires au budget des élections. Il a déclaré que le gouvernement portugais avait accepté de fournir le matériel électoral nécessaire. Trois mois plus tard, Cristian Nabitan, le secrétaire d'État à la Réforme administrative, a annoncé l'approbation d'une importante cargaison de matériel électoral du Portugal, comprenant des bulletins de vote, des urnes, des isoloirs et de l'encre indélébile, le 1er juillet ; il a déclaré que cette cargaison représentait 75 % du matériel dont la Guinée-Bissau avait besoin pour l'élection et qu'une autre cargaison arriverait à Bissau le lendemain. Les matériaux étaient évalués à environ 41 millions de francs CFA. Le gouvernement portugais a également déclaré qu'il enverrait des observateurs électoraux s'il lui était demandé de le faire.
Le gouvernement et le Programme des Nations Unies pour le développement ont signé un accord de financement électoral le 10 juillet 2008, fournissant environ 430 000 dollars américains.

### Recensement
Un recensement électoral a commencé le 3 juillet 2008 et devait se terminer le 23 juillet. Au début de la période d'enregistrement, le nombre de citoyens s'inscrivant aurait été faible, bien que le ministre de l'Intérieur Certório Biote ait déclaré le 9 juillet que le processus se déroulait bien. Le président du PRS, Kumba Ialá, est revenu à Bissau depuis le Maroc le 7 juillet pour s'inscrire aux élections. À cette occasion, il a prédit que le PRS remporterait l'élection avec une majorité de sièges, et il a appelé tout citoyen « de 16 à 120 ans » à voter. Dans un discours à la nation quelques jours avant la fin prévue de l'inscription, Vieira a également exhorté tous les citoyens en âge de voter à s'inscrire, et il a déclaré que la période pourrait être prolongée pour permettre à davantage de personnes de s'inscrire. Il a ensuite été annoncé le 22 juillet que la période d'inscription serait prolongée jusqu'au 26 juillet en raison de difficultés financières et logistiques.

## Système électoral
Les 102 membres de l'Assemblée populaire nationale ont été élus au scrutin proportionnel dans 27 circonscriptions plurinominales. Au moins 50% des électeurs devaient voter dans une circonscription pour valider les résultats.

## Campagne

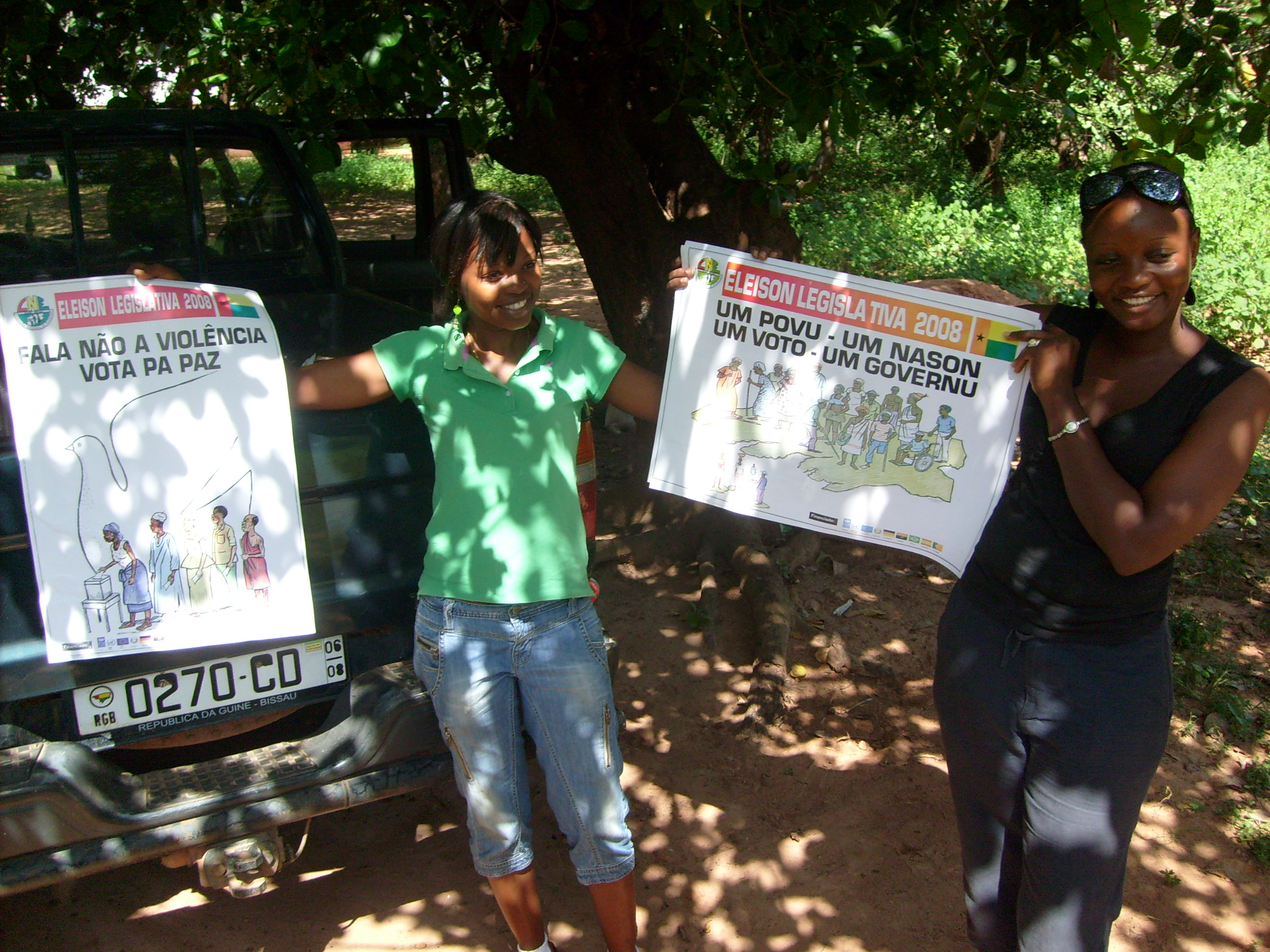
Affiches de campagne d'éducation électorale en langue Crioulo

Le CNE a publié la liste définitive de 575 candidats le 21 octobre. La période de campagne électorale, prévue pour durer 20 jours, a commencé quelques jours plus tard. Dans une interview accordée à l'Agence de presse africaine le 24 octobre, le président du CNE, Mané, a exhorté les candidats à "s'abstenir de toute forme de corruption électorale ou d'actes susceptibles de menacer la sécurité nationale ou l'ordre et l'unité sociaux". Il a déclaré que les candidats pourraient être disqualifiés et poursuivis en justice s'ils ne tenaient pas compte de l'avertissement.
Dans le cadre de sa campagne, le PAIGC a déclaré qu'il entretenait de bonnes relations avec le président Vieira, et il a utilisé des images de Vieira et du président du PAIGC Carlos Gomes Junior ensemble quelques mois plus tôt, levant les bras dans un geste de célébration, pour illustrer ce point. Vieira aurait été mécontent de cette utilisation de son image dans la campagne du PAIGC.

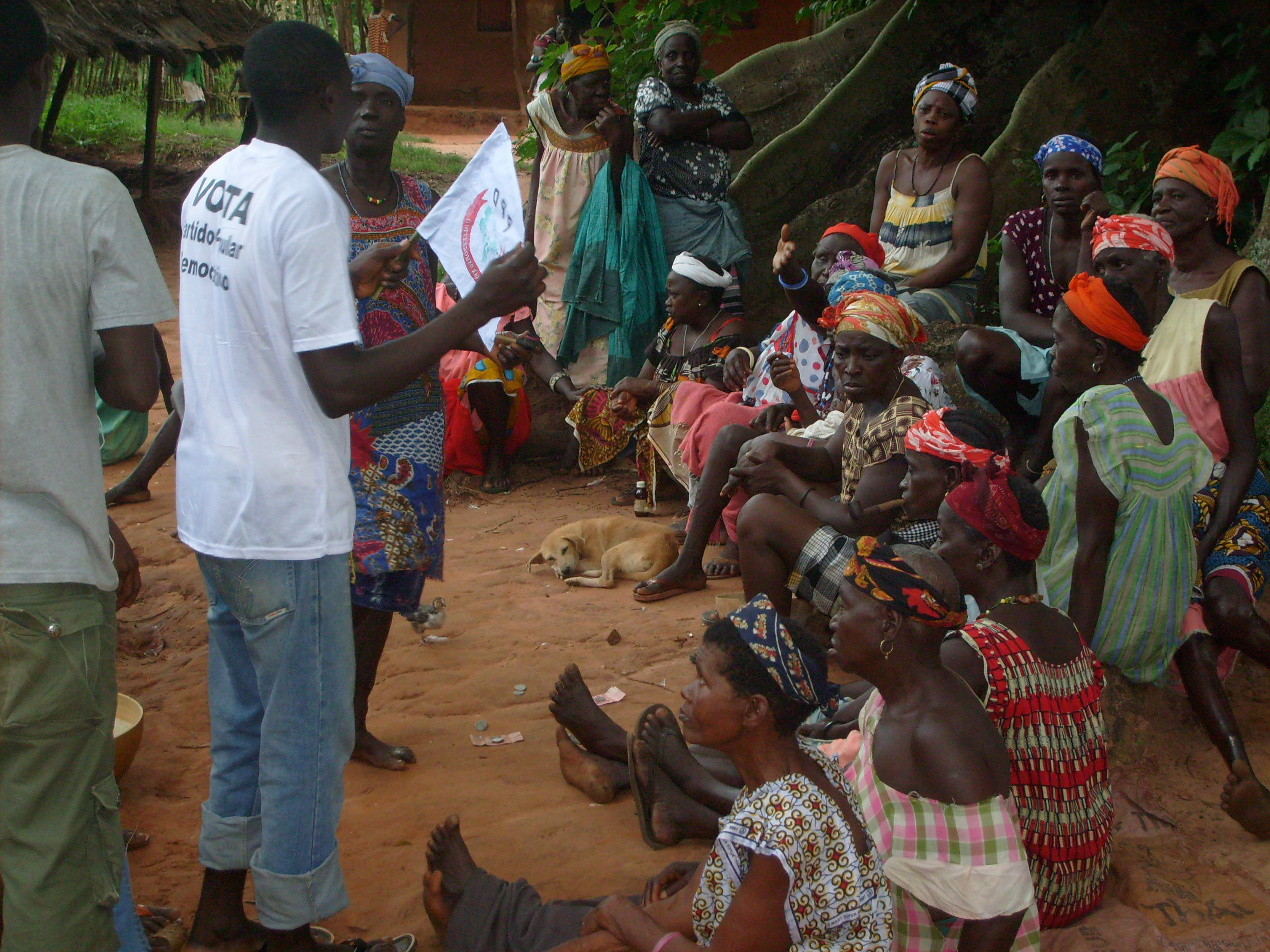
Campagne communautaire des partis politiques dans la région de Biombo, 2008

Le trafic de drogue, qui est un problème majeur en Guinée-Bissau, a été un enjeu clé de la campagne électorale, les partis s'accusant mutuellement d'être impliqués dans le trafic de drogue et de prendre de l'argent aux cartels pour financer leurs campagnes. Selon les observateurs, la capacité de l'État à réprimer le trafic de drogue est très limitée, et certains ont décrit la Guinée-Bissau comme un narco-État. Gomes Junior a déclaré lors d'un rassemblement du PAIGC le 29 octobre que "seuls les aveugles ne peuvent pas voir que certains partis sont financés avec l'argent de la drogue". Le président du PRID, Aristides Gomes, a pointé du doigt une saisie de cocaïne effectuée en septembre 2006, alors qu'il était Premier ministre, afin de redorer l'image de son parti vis-à-vis du trafic de drogue ; cette saisie de cocaïne a toutefois été entachée par la disparition ultérieure de la cocaïne. Le président du PRS, Kumba Yala, a accusé Vieira de trafic de drogue, le décrivant comme le premier trafiquant de drogue en Guinée-Bissau. Vieira n'a pas répondu à la réclamation de Yala.
Le 15 novembre, Johan van Hecke, le chef de la mission d'observation de l'Union européenne, a félicité le CNE pour son travail et a estimé que le pays était prêt pour les élections. Il a cependant critiqué la réticence du gouvernement à laisser le CNE avoir une indépendance financière, et il a également déclaré qu'il n'était pas tout à fait clair si les appels concernant les résultats des élections devaient être adressés au CNE ou à la Cour suprême.

## Déroulement
Le jour du scrutin, les bureaux de vote ouvraient à 7 heures du matin et devaient fermer à 5 heures de l'après-midi. Van Hecke a estimé le taux de participation à environ 70 à 80% et aucun incident n'a été signalé, ce qui laisse espérer une stabilisation de la situation. Lors d'une réunion avec des observateurs électoraux le 17 novembre, l'envoyée spéciale de l'ONU, Shola Omoregie, a décrit l'élection comme une étape importante pour la Guinée-Bissau et une victoire pour la démocratie. Il a également fait remarquer que l'élection s'était déroulée dans l'ensemble de manière transparente et ordonnée, sans aucune ingérence politique ou militaire.

## Résultats
Les résultats provisoires publiés par le CNE le 21 novembre ont montré que le PAIGC remportait 67 sièges sur 100, tandis que le PRS en remportait 28, le PRID en remportait trois, le Parti national démocrate en remportait un et l'Alliance démocratique en remportait un. Le CNE a fixé le taux de participation à 82 %,. Yala, le président du PRS, a contesté ces résultats et allégué une fraude.
Les résultats définitifs ont été annoncés le 26 novembre, le nombre de sièges pour chaque parti dans les résultats définitifs était identique aux nombres dans les résultats provisoires,.
| Partis                    | Partis                                                                 | Voix    | %     | Sièges | +/-           |
| ------------------------- | ---------------------------------------------------------------------- | ------- | ----- | ------ | ------------- |
|                           | Parti africain pour l'indépendance de la Guinée et du Cap-Vert (PAIGC) | 227 350 | 49,52 | 67     | 22            |
|                           | Parti du renouveau social (PRS)                                        | 115 755 | 25,21 | 28     | 7             |
|                           | Parti républicain pour l'indépendance et le développement (en) (PRID)  | 34 341  | 7,48  | 3      | Nv            |
|                           | Parti des travailleurs (en) (PT)                                       | 12 600  | 2,74  | 0      | Nv            |
|                           | Parti Nouvelle Démocratie (en)                                         | 10 726  | 2,34  | 1      | Nv            |
|                           | Parti social-démocrate uni (PUSD)                                      | 7 700   | 1,68  | 0      | 17            |
|                           | Parti pour le développement, la démocratie et la citoyenneté           | 7 076   | 1,54  | 0      | Nv            |
|                           | Alliance démocratique (AD)                                             | 6 321   | 1,38  | 1      | en stagnation |
|                           | Parti social-démocrate (en) (PSD)                                      | 6 319   | 1,38  | 0      | en stagnation |
|                           | Alliance des forces patriotiques (en) (AFP)                            | 5 869   | 1,28  | 0      | en stagnation |
|                           | Centre démocratique                                                    | 5 438   | 1,18  | 0      | Nv            |
|                           | Parti populaire démocratique                                           | 5 353   | 1,17  | 0      | Nv            |
|                           | Parti du progrès                                                       | 3 095   | 0,67  | 0      | Nv            |
|                           | Parti démocratique guinéen                                             | 3 068   | 0,67  | 0      | Nv            |
|                           | Union patriotique guinéenne                                            | 2 809   | 0,61  | 0      | Nv            |
|                           | Parti socialiste démocratique (en) (PDS)                               | 1 697   | 0,37  | 0      | en stagnation |
|                           | Union nationale pour la démocratie et le progrès (en) (UNDP)           | 1 328   | 0,29  | 0      | en stagnation |
|                           | Parti de la réconciliation nationale                                   | 783     | 0,17  | 0      | Nv            |
|                           | Parti socialiste de la Guinée-Bissau (en) (PSGB)                       | 639     | 0,14  | 0      | en stagnation |
|                           | Mouvement démocratique guinéen (en) (MDG)                              | 638     | 0,14  | 0      | en stagnation |
|                           | Ligue guinéenne pour la protection écologique (en) (LIPE)              | 233     | 0,05  | 0      | en stagnation |
|                           |                                                                        |         |       |        |               |
| Suffrages exprimés        | Suffrages exprimés                                                     | 459 138 | 94,30 |        |               |
| Votes blancs et invalides | Votes blancs et invalides                                              | 27 735  | 5,70  |        |               |
| Total                     | Total                                                                  | 486 873 | 100   | 100    | en stagnation |
| Abstention                | Abstention                                                             | 393 134 | 18,00 |        |               |
| Inscrits / participation  | Inscrits / participation                                               | 593 739 | 82,00 |        |               |

## Conséquences
Des soldats rebelles ont attaqué le domicile du président Vieira aux premières heures du 23 novembre. Les soldats ont tiré de l'artillerie sur la maison et ont pu y entrer au cours d'une bataille de trois heures avec les gardes de Vieira, mais ils ont été repoussés sans jamais atteindre Vieira, qui se trouvait dans la maison à ce moment-là mais n'a pas été blessé. Deux des gardes de Vieira ont été tués dans l'attaque. Vieira a tenu une conférence de presse plus tard dans la journée, au cours de laquelle il a déclaré que l'attaque avait un seul objectif - me liquider physiquement, tout en affirmant que la situation est sous contrôle. Le secrétaire général de l'ONU, Ban Ki-moon, a exprimé sa préoccupation et a exhorté les soldats rebelles à s'abstenir de toute mesure susceptible de déstabiliser davantage le pays,, tandis que Shola Omoregie a déclaré qu'il était inacceptable qu'après des élections légitimes, ils puissent attaquer le président et essayer de le tuer. Le président du PAIGC, Gomes Junior, a déclaré que les problèmes du XXIe siècle ne devraient pas être réglés par la violence. Le gouvernement a allégué qu'Alexandre Tchama Yala était à l'origine de l'attaque, tout en affirmant que les Tchama Yala et certains des participants à l'attaque étaient liés à Bubo Na Tchuto, qui a été arrêté en Gambie en août mais a ensuite été relâché.
Le 3 décembre, le Sénégal a déclaré avoir arrêté Alexandre Tchama Yala. Le gouvernement de Guinée-Bissau a déclaré le 6 décembre qu'il avait été arrêté en Gambie et qu'Alfredo Malu, ancien directeur adjoint du renseignement, soupçonné d'être un associé du président du PRS Kumba Yala, avait été arrêté. Le gouvernement a également annoncé le 6 décembre que toutes les manifestations publiques étaient provisoirement interdites en raison de l'insécurité. Alfredu Malu a été rapidement libéré faute de preuves.
Lors d'une réunion du Comité central du PAIGC le 6 décembre, le deuxième vice-président du PAIGC, Raimundo Pereira, a été élu candidat du parti au poste de président de l'Assemblée populaire nationale,, battant Francisco Benante, qui occupé le poste au cours de la législature précédente, et Hélder Proença. Benante a critiqué le résultat, arguant que la méthode de vote utilisée par le Comité central était illégale, tandis que Proença a juré de se présenter comme candidat lors du vote à l'Assemblée populaire nationale, malgré la décision du parti.
La Cour suprême a rejeté les demandes d'annulation des résultats dans certaines circonscriptions le 17 décembre. À la suite de la décision de la Cour suprême, Yala a accepté la victoire du PAIGC lors d'une conférence de presse le 18 décembre, affirmant que le PRS agirait comme une opposition constructive.
Le 22 décembre, les députés nouvellement élus ont prêté serment et Raimundo Pereira a été élu président de l'Assemblée populaire nationale. Il a reçu 60 voix, tandis que Proença en a reçu 37. Conformément aux résultats de l'élection, Vieira a nommé le président du PAIGC, Carlos Gomes Junior, Premier ministre le 25 décembre. Gomes a déclaré à cette occasion que son gouvernement se concentrerait sur "la bonne gouvernance et une réforme du système judiciaire" et que lui et Vieira "mettraient de côté toute différence personnelle" afin de travailler à la résolution des problèmes du pays.
Le gouvernement dirigé par Gomes a été nommé le 7 janvier 2009, avec 21 ministres et 10 secrétaires d'État ; tous les 31 membres du gouvernement étaient membres du PAIGC,. Seuls quatre membres du gouvernement précédent sous Correia ont été retenus.